# 努爾丁·貝德維
努爾丁·貝德維（阿拉伯語：نور الدين بدوي；1959年12月22日—），阿尔及利亚政治人物，2019年3月11日－2019年12月19日担任阿尔及利亚总理。